# Eureka (Kansas)
Pour les articles homonymes, voir Eurêka (homonymie).
La ville d'Eureka est le siège du comté de Greenwood, situé dans le Kansas, aux États-Unis. En 2000 sa population était de 2 914 habitants.